# Лубамбо Мусонда
Лусамбо Мусонда (англ. Lubambo Musonda, нар. 1 березня 1995, Чилілабомбве) — замбійський футболіст, півзахисник німецького клубу «Магдебург» та національної збірної Замбії.
Виступав також за клуби «Гандзасар», «Шльонськ» та «Горсенс».
Володар Кубка Данії.

## Клубна кар'єра
У дорослому футболі дебютував 2012 року виступами за команду «Нейшенл Ассемблі». 
Згодом з 2013 по 2014 рік грав у складі команд «Пауер Дайнамос» та «Уліссес».
Своєю грою за останню команду привернув увагу представників тренерського штабу клубу «Гандзасар», до складу якого приєднався 2015 року. Відіграв за капанську команду наступні три сезони своєї ігрової кар'єри. Більшість часу, проведеного у складі «Гандзасара», був основним гравцем команди.
У 2019 році уклав контракт з клубом «Шльонськ», у складі якого провів наступні два роки своєї кар'єри гравця. Граючи у складі вроцлавського «Шльонська» також здебільшого виходив на поле в основному складі команди.
З 2021 року два сезони захищав кольори клубу «Горсенс». Тренерським штабом нового клубу також розглядався як гравець «основи».
Протягом 2023—2024 років захищав кольори клубу «Сількеборг».
До складу клубу «Магдебург» приєднався 2024 року. Станом на 18 листопада 2024 року відіграв за клуб з Магдебурга 7 матчів в національному чемпіонаті.

## Виступи за збірні
У 2015 році залучався до складу молодіжної збірної Замбії.
У 2012 році дебютував в офіційних матчах у складі національної збірної Замбії.
У складі збірної був учасником Кубка африканських націй 2015 року в Екваторіальній Гвінеї, Кубка африканських націй 2023 року у Кот-д'Івуарі.
| Дата       | Місто                   | Господарі            | Результат | Гості                | Турнір                                   | Голи | Примітки   |
| ---------- | ----------------------- | -------------------- | --------- | -------------------- | ---------------------------------------- | ---- | ---------- |
| 8-8-2012   | Ндола                   | Замбія               | 2 – 1     | Зімбабве             | товариський матч                         | -    | 60'        |
| 6-6-2014   | Тампа                   | Японія               | 4 – 3     | Замбія               | товариський матч                         | 1    | 74'        |
| 15-11-2014 | Мапуту                  | Мозамбік             | 0 – 1     | Замбія               | Відбір до Кубка африканських націй 2015  | -    | 49'        |
| 19-11-2014 | Ндола                   | Замбія               | 1 – 0     | Кабо-Верде           | Відбір до Кубка африканських націй 2015  | -    | 70'        |
| 4-1-2015   | Совето                  | ПАР                  | 1 – 0     | Замбія               | товариський матч                         | -    | 68'        |
| 22-1-2015  | Ебебіїн                 | Замбія               | 1 – 2     | Туніс                | Кубок африканських націй 2015 - 1-й етап | -    |            |
| 26-1-2015  | Ебебіїн                 | Кабо-Верде           | 0 – 0     | Замбія               | Кубок африканських націй 2015 - 1-й етап | -    | 72'        |
| 7-6-2015   | Аддис-Абеба             | Ефіопія              | 1 – 2     | Замбія               | товариський матч                         | -    | 62'        |
| 13-6-2015  | Ндола                   | Замбія               | 0 – 0     | Гвінея-Бісау         | Відбір до Кубка африканських націй 2017  | -    | 55'        |
| 6-9-2015   | Найробі                 | Кенія                | 1 – 2     | Замбія               | Відбір до Кубка африканських націй 2017  | -    | 87'        |
| 8-9-2015   | Лусака                  | Замбія               | 1 – 1     | Габон                | товариський матч                         | -    | 57'        |
| 11-10-2015 | Абу-Дабі                | Єгипет               | 3 – 0     | Замбія               | товариський матч                         | -    | 59'        |
| 11-11-2015 | Хартум                  | Судан                | 0 – 1     | Замбія               | Відбір до ЧС 2018                        | -    |            |
| 15-11-2015 | Ндола                   | Замбія               | 2 – 0     | Судан                | Відбір до ЧС 2018                        | 1    | 88'        |
| 23-3-2016  | Ндола                   | Замбія               | 1 – 1     | Республіка Конго     | Відбір до Кубка африканських націй 2017  | -    |            |
| 27-3-2016  | Браззавіль              | Республіка Конго     | 1 – 1     | Замбія               | Відбір до Кубка африканських націй 2017  | -    |            |
| 27-5-2016  | Ломе                    | Того                 | 1 – 0     | Замбія               | товариський матч                         | -    | 63'        |
| 30-5-2016  | Бакау                   | Гамбія               | 0 – 0     | Замбія               | товариський матч                         | -    | 65'        |
| 4-6-2016   | Бісау                   | Гвінея-Бісау         | 2 – 2     | Замбія               | Відбір до Кубка африканських націй 2017  | -    | 65'        |
| 4-9-2016   | Ндола                   | Замбія               | 1 – 1     | Кенія                | Відбір до Кубка африканських націй 2017  | -    | 57'        |
| 8-9-2018   | Віндгук                 | Намібія              | 1 – 1     | Замбія               | Відбір до Кубка африканських націй 2019  | -    | 68'        |
| 10-10-2018 | Ндола                   | Замбія               | 2 – 1     | Гвінея-Бісау         | Відбір до Кубка африканських націй 2019  | -    |            |
| 14-10-2018 | Бісау                   | Гвінея-Бісау         | 2 – 1     | Замбія               | Відбір до Кубка африканських націй 2019  | -    | 66'        |
| 18-11-2018 | Мапуту                  | Мозамбік             | 1 – 0     | Замбія               | Відбір до Кубка африканських націй 2019  | -    | 33' 66'    |
| 9-10-2020  | Найробі                 | Кенія                | 2 – 1     | Замбія               | товариський матч                         | -    |            |
| 11-10-2020 | Рустенбург              | ПАР                  | 1 – 2     | Замбія               | товариський матч                         | -    | 63'        |
| 12-11-2020 | Лусака                  | Замбія               | 2 – 1     | Ботсвана             | Відбір до Кубка африканських націй 2021  | -    | 59'        |
| 16-11-2020 | Франсистаун             | Ботсвана             | 1 – 0     | Замбія               | Відбір до Кубка африканських націй 2021  | -    | кап. 63'   |
| 25-3-2021  | Лусака                  | Замбія               | 3 – 3     | Алжир                | Відбір до Кубка африканських націй 2021  | -    | 59'        |
| 29-3-2021  | Хараре                  | Зімбабве             | 0 – 2     | Замбія               | Відбір до Кубка африканських націй 2021  | -    | 59'        |
| 3-9-2021   | Нуакшот                 | Мавританія           | 1 – 2     | Замбія               | Відбір до ЧС 2022                        | -    |            |
| 7-9-2021   | Лусака                  | Замбія               | 0 – 2     | Туніс                | Відбір до ЧС 2022                        | -    | 74'        |
| 7-10-2021  | Малабо                  | Екваторіальна Гвінея | 2 – 0     | Замбія               | Відбір до ЧС 2022                        | -    | кап. 64'   |
| 10-10-2021 | Лусака                  | Замбія               | 1 – 1     | Екваторіальна Гвінея | Відбір до ЧС 2022                        | -    | кап.       |
| 13-11-2021 | Лусака                  | Замбія               | 4 – 0     | Мавританія           | Відбір до ЧС 2022                        | -    | кап. 81'   |
| 16-11-2021 | Туніс (місто)           | Туніс                | 3 – 1     | Замбія               | Відбір до ЧС 2022                        | -    | кап.       |
| 25-3-2022  | Браззавіль              | Республіка Конго     | 1 – 3     | Замбія               | товариський матч                         | -    |            |
| 27-3-2022  | Анталія                 | Замбія               | 1 – 2     | Бенін                | товариський матч                         | -    | 56'        |
| 3-6-2022   | Ямусукро                | Кот-д'Івуар          | 3 – 1     | Замбія               | Відбір до Кубка африканських націй 2023  | -    |            |
| 7-6-2022   | Лусака                  | Замбія               | 2 – 1     | Коморські Острови    | Відбір до Кубка африканських націй 2023  | -    |            |
| 17-11-2022 | Петах-Тіква             | Ізраїль              | 4 – 2     | Замбія               | товариський матч                         | -    |            |
| 23-3-2023  | Ндола                   | Замбія               | 3 – 1     | Лесото               | Відбір до Кубка африканських націй 2023  | -    | кап. 13'   |
| 17-6-2023  | Ндола                   | Замбія               | 3 – 0     | Кот-д'Івуар          | Відбір до Кубка африканських націй 2023  | -    | кап.       |
| 9-9-2023   | Мороні                  | Коморські Острови    | 1 – 1     | Замбія               | Відбір до Кубка африканських націй 2023  | -    | 84'        |
| 12-10-2023 | Аль-Айн                 | Єгипет               | 1 – 0     | Замбія               | товариський матч                         | -    | кап. 90+2' |
| 9-1-2024   | Джидда                  | Замбія               | 1 – 1     | Камерун              | товариський матч                         | -    | 46'        |
| 17-1-2024  | Сан-Педро (Кот-д'Івуар) | ДР Конго             | 1 – 1     | Замбія               | Кубок африканських націй 2023 - 1-й етап | -    | 76'        |
| 21-1-2024  | Сан-Педро (Кот-д'Івуар) | Замбія               | 1 – 1     | Танзанія             | Кубок африканських націй 2023 - 1-й етап | -    | 46'        |
| 24-1-2024  | Сан-Педро (Кот-д'Івуар) | Замбія               | 0 – 1     | Марокко              | Кубок африканських націй 2023 - 1-й етап | -    | кап.       |
| 7-6-2024   | Агадір                  | Марокко              | 2 – 1     | Замбія               | Відбір до ЧС 2026                        | -    | кап. 74'   |
| 6-9-2024   | Буаке                   | Кот-д'Івуар          | 2 – 0     | Замбія               | Відбір до Кубка африканських націй 2025  | -    | кап.       |
| 10-9-2024  | Ндола                   | Замбія               | 3 – 2     | Сьєрра-Леоне         | Відбір до Кубка африканських націй 2025  | -    | кап.       |
| Усього     |                         | Матчів               | 53        |                      | Голів                                    | 2    |            |

## Титули і досягнення
- Володар Кубка Вірменії (1):

«Гандзасар»: 2017-2018
- Володар Кубка Данії (1):

«Сількеборг»: 2023-2024